# Csaba Spandler
Csaba Spandler (Mór, 7 de marzo de 1996) es un jugador de fútbol profesional húngaro que juega como defensa para el MOL Fehérvár F. C.

## Carrera
Spandler se desarrolló en las divisiones inferiores de varios equipos - inició en el Kincsesbánya. Luego jugó por el Videoton-Puskás Akadémia/Fehérvár FC y fue cedido al Felcsút SE.
Debutó profesionalmente en el Fehérvár FC el 9 de abril de 2013, en el Grupo D de la Copa de la Liga de Hungría, ante el Ceglédi VSE. Reemplazó a Miguel Ángel Luque a los 46 minutos de juego.
En julio de 2013, fichó por el Puskás Akadémia FC.
En 2016, fue cedido al Csákvári TK, y jugó cuatorce partidos.

### Carrera internacional
Spandler fue convocado por la selección absoluta de Hungría para los partidos de la Liga de Naciones de la UEFA 2022-23 contra Inglaterra (local), Italia (visitante), Alemania (local), Inglaterra (visitante) los días 4, 7, 11 y 14 de junio de 2022, respectivamente.

## Clubes
| Club                  | País    | Año       | Partidos | Goles |
| --------------------- | ------- | --------- | -------- | ----- |
| Puskás Akadémia F. C. | Hungría | 2013-2023 | 181      | 3     |
| Csákvari TK (cedido)  | Hungría | 2016      | 14       | 0     |
| MOL Fehérvár F. C.    | Hungría | 2023-     | 64       | 1     |